# Blaenau Gwent
Blaenau Gwent és una autoritat unitària del sud de Gal·les. També és una ciutat i un comtat, que limita a l'oest amb els de Monmouthshire i Torfaen, a l'est amb Caerphilly i al nord amb Powys. Altres ciutats importants són Abertillery, Brynmawr, Ebbw Val i Tredegar.